# Елшибек батыр
Елшибек батыр (каз. Елшібек батыр, до 1999 г. — Кызылту) — село в Ордабасинском районе Туркестанской области Казахстана. Входит в состав Торткольского сельского округа. Код КАТО — 514653600.

## Население
В 1999 году население села составляло 598 человек (315 мужчин и 283 женщины). По данным переписи 2009 года, в селе проживало 676 человек (335 мужчин и 341 женщина).